# Kabinett Höcker II
Das Kabinett Höcker II war die Landesregierung von Mecklenburg, welche sich nach ersten Nachkriegslandtagswahlen vom 20. Oktober 1946 in der Sowjetischen Besatzungszone am 10. Dezember 1946 im Schweriner Landtag konstituierte. Sie bestand zunächst aus dem Ministerpräsident Wilhelm Höcker (SED) und 7 Ministern, wovon 3 der SED, 2 der CDU und 1 der LDP angehörten. Der Landwirtschaftsminister Möller war zunächst parteilos, trat dann aber der CDU bei. Bis auf den Ministerpräsident, den Minister für Volksbildung sowie den Minister für Handel und Versorgung beendete kein Regierungsmitglied die Regierungsperiode. Auch die Ministerien waren teilweise mehreren Umstrukturierungen und Umbenennungen unterworfen. Im September 1950 wurde zudem noch ein, allerdings kurzlebiges, Justizministerium eingerichtet. Dieses wurde von einem NDPD-Minister geführt, einer Partei, die 1946 noch gar nicht existierte. Bis dahin wurden die Justizangelegenheiten von einer Abteilung Justizverwaltung geführt, diese unterstand direkt dem Ministerpräsidenten.
| Amt | Name                                       | Partei | Partei |
| --- | ------------------------------------------ | ------ | ------ |
| Ministerpräsident | Wilhelm Höcker                             |        | SED    |
| Ministerium für Innere Verwaltung und Planung Ministerium für Innere Verwaltung (ab 8. Juni 1948) Ministerium des Innern (ab 1. März 1949)    | Johannes Warnke (bis Oktober 1949)         |        | SED    |
| Ministerium für Innere Verwaltung und Planung Ministerium für Innere Verwaltung (ab 8. Juni 1948) Ministerium des Innern (ab 1. März 1949)    | Wilhelm Bick                               |        | SED    |
| Ministerium für Finanzen | Hans-Gotthilf Strasser (bis Dezember 1948) |        | LDP    |
| Ministerium für Finanzen | Max Suhrbier                               |        | LDP    |
| Ministerium für Wirtschaft Ministerium für Industrie und Aufbau (ab September 1950)                                                           | Siegfried Witte (bis 31. Januar 1950)      |        | CDU    |
| Ministerium für Wirtschaft Ministerium für Industrie und Aufbau (ab September 1950)                                                           | Wilhelm Bick (amtierend)                   |        | SED    |
| Ministerium für Wirtschaft Ministerium für Industrie und Aufbau (ab September 1950)                                                           | Erich Wächter (ab 1. März 1950)            |        | CDU    |
| Ministerium für Landwirtschaft Ministerium für Land- und Forstwirtschaft (ab 1. März 1949) Ministerium für Landwirtschaft (ab September 1950) | Otto Möller (bis 10. Februar 1948)         |        | CDU    |
| Ministerium für Landwirtschaft Ministerium für Land- und Forstwirtschaft (ab 1. März 1949) Ministerium für Landwirtschaft (ab September 1950) | Bernhard Quandt                            |        | SED    |
| Ministerium für Versorgung Ministerium für Handel und Versorgung (ab 5. Juli 1947)                                                            | Alfred Starosson                           |        | SED    |
| Ministerium für Volksbildung | Gottfried Grünberg                         |        | SED    |
| Ministerium für Sozialwesen Ministerium für Arbeit und Gesundheitswesen (ab Juli 1950)                                                        | Friedrich Burmeister (bis Oktober 1949)    |        | CDU    |
| Ministerium für Sozialwesen Ministerium für Arbeit und Gesundheitswesen (ab Juli 1950)                                                        | Werner Pöhls                               |        | CDU    |
| Ministerium für Sozialwesen Ministerium für Arbeit und Gesundheitswesen (ab Juli 1950)                                                        | Bruno Hirschberg (ab September 1950)       |        | CDU    |
| Ministerium der Justiz (im September 1950 eingerichtet)                                                                                       | Günther Ludwig                             |        | NDPD   |